# Henk van Rijnsoever
Hendrikus ("Henk") van Rijnsoever (Utrecht, 6 november 1952) is een Nederlands voormalig profvoetballer en eenmalig international die gedurende zijn hele profcarrière actief was voor eredivisionist AZ'67.

## Carrière
Van Rijnsoever, geboren en getogen in de Utrechtse volkswijk Lombok, genoot zijn opleiding achtereenvolgens bij Zwaluwen Vooruit en USV Elinkwijk, alvorens te worden opgenomen in het eerste elftal van de Alkmaarse voetbalclub. Hij maakte deel uit van een van de meest succesvolle AZ-selecties sinds tijden. AZ´s gouden tijd bestreek de periode half 1976-half 1982 (seizoenen 1976/77-1981/82). Met de club won Van Rijnsoever driemaal de nationale beker en eenmaal het landskampioenschap. Ook werd in 1981 de finale van de UEFA-cup gehaald, die echter werd verloren van Ipswich Town (3-0 uitnederlaag, 4-2 thuiszege).
Henk van Rijnsoever speelde zijn laatste wedstrijd op het profniveau op 9 mei 1981; in de thuiswedstrijd tegen Willem II (3-3), scoorde hij het derde doelpunt voor de Alkmaarders. Enkele zware blessures zorgden ervoor dat hij het daaropvolgende seizoen geen enkele wedstrijd in actie kwam, waarna de verdediger op 30-jarige leeftijd besloot zijn carrière te beëindigen. Hij bleef vervolgens werkzaam bij de club, onder andere als commercieel manager. Momenteel is de Utrechter commercieel adviseur bij de Alkmaarse club.
Van Rijnsoever speelde één wedstrijd voor het Nederlands elftal; op 31 mei 1975 begon hij in de basis in de met 3-0 verloren vriendschappelijke wedstrijd in en tegen Joegoslavië. Hij was een van de vier Nederlanders die in dit treffen debuteerden; ook Bert van Marwijk, Nico Jansen en Heini Otto maakten voor het eerst hun opwachting in het nationale elftal. De AZ-speler maakte tevens deel uit van de selectie voor het Europees Kampioenschap van 1976 in datzelfde Joegoslavië. Nederland werd uiteindelijk derde, maar Van Rijnsoever kwam als reserve niet in actie.

## Erelijst
| Nederlands landskampioenschap | 1x | 1980/81                   |
| KNVB beker                    | 3x | 1977/78, 1980/81, 1981/82 |